# 96 v. Chr.
Portal Geschichte | Portal Biografien | Aktuelle Ereignisse | Jahreskalender | Tagesartikel

◄ |
2. Jahrhundert v. Chr. |
1. Jahrhundert v. Chr. |
1. Jahrhundert |
►

◄ | 110er v. Chr. | 100er v. Chr. | 90er v. Chr. | 80er v. Chr. |
70er v. Chr. |
►

◄◄ | ◄ | 99 v. Chr. | 98 v. Chr. | 97 v. Chr. | 96 v. Chr. |
95 v. Chr. |
94 v. Chr. |
93 v. Chr. |
► |
►►
Staatsoberhäupter

## Ereignisse

### Römisches Reich
- Der römische Feldherr Sulla drängt den pontischen König Mithridates VI. an den Euphrat zurück und nimmt Kontakt mit dem parthischen König Mithridates II. auf.
- Die Kyrenaika mit dem Hauptort Kyrene wird nach dem kinderlosen Tod Ptolemaios Apions durch testamentarische Erbschaft römische Provinz.

### Asien
- Nach dem Tod seines Vaters Antiochos VIII. und dem Sieg über seinen Halbonkel Antiochos IX. wird Seleukos VI. kurzfristig Herrscher über das gesamte Seleukidenreich.
- Obodas I. übernimmt die Herrschaft über die Nabatäer.

## Gestorben
- Antiochos VIII., König des Seleukidenreiches (* um 141 v. Chr.)
- Antiochos IX., König des Seleukidenreiches
- Ptolemaios Apion, Herrscher von Kyrene (* nach 154 v. Chr.)